# Jorge Luis Campos
Jorge Luis Campos Velazquez (Asunción, 11 agosto 1970) è un ex calciatore paraguaiano.